# Kryweczki
Kryweczki (Krzyweczki) – herb szlachecki.

Herb

## Opis herbu
Na tarczy przedzielonej pasem błękitnym lewo-ukośnym na którym pałasz, w polu górnym srebrnym, na murawie - srebrny jednorożec; w dolnym srebrnym, na murawie drzewo palmowe zielone. U szczytu między dwoma czarnymi skrzydłami - drzewo palmowe, jak na tarczy.

## Najwcześniejsze wzmianki
Indygenat w Galicji z 1784.